# Pavonia calycina
Pavonia calycina är en malvaväxtart som först beskrevs av Antonio José Cavanilles, och fick sitt nu gällande namn av Oskar Eberhard Ulbrich. Pavonia calycina ingår i släktet påfågelsmalvor, och familjen malvaväxter. Inga underarter finns listade i Catalogue of Life.